# Tempestade tropical Barry (2013)
A tempestade tropical Barry foi um ciclone tropical fraco e de curta duração que trouxe fortes chuvas para partes da América Central e do México em junho de 2013. Barry se originou de uma onda tropical que se desenvolveu no sul do Mar do Caribe. A onda seguiu para noroeste e começou a se desenvolver em condições marginalmente favoráveis. Em Junho 17, o distúrbio foi atualizado para Depressão Tropical Dois pelo National Hurricane Center. Devido à sua proximidade com a terra, o sistema falhou a se intensificar antes de cruzar o sul da Península de Iucatã. A depressão surgiu na Baía de Campeche no final de 18 de julho e tornou-se cada vez mais organizado. Durante a tarde de 19 de julho, dados de Hurricane Hunters revelaram que o sistema havia se intensificado para uma tempestade tropical. O recém-nomeado Barry atingiu ventos de pico de 72 km/h (45 mph) antes de aterrissar em Veracruz, México, em 20 de julho Uma vez em terra, a tempestade rapidamente enfraqueceu e degenerou em uma baixa remanescente naquela noite.
Áreas do norte da Nicarágua ao centro-sul do México sofreram fortes chuvas da tempestade, com inundações notáveis ocorrendo em muitas áreas. Rios cheios deslocaram milhares em Veracruz e mataram duas pessoas, enquanto outras duas foram mortas por um rio em Oaxaca. Em El Salvador, uma pessoa morreu nas enchentes.

## História meteorológica
Em 8 de junho, uma onda tropical saiu da costa oeste da África, movendo-se rapidamente para o oeste sem desenvolvimento. Durante a noite de 15 de julho, o National Hurricane Center (NHC) começou a monitorar uma grande área de clima perturbado em associação com uma onda tropical no sudoeste do Mar do Caribe. Naquele dia, uma área de baixa pressão se desenvolveu ao norte do Panamá. Flutuando de oeste para noroeste, as condições ambientais deveriam ser favoráveis para a organização, mas o sistema mudou para o leste da Nicarágua em 16 de julho Apesar de deslocar-se por terra, a circulação e a convecção tornaram-se mais organizadas e, após emergir em águas abertas, o sistema evoluiu para a Depressão Tropical Dois em 1200 UTC em 17 de julho cerca de 25 mi (45 km) ao norte-noroeste de La Ceiba, Honduras. Localizado a cerca de 60 mi (95 km) a leste de Monkey River Town, Belize, não se esperava que a depressão sofresse um fortalecimento significativo. Sa se intensificar, a depressão atingiu o sul de Belize perto de Big Creek no final de 17 de julho com ventos estimados em 56 km/h (35 mph). Apesar de uma estrutura em declínio, o NHC observou que, se o sistema emergisse na Baía de Campeche, o re-desenvolvimento e a intensificação eram plausíveis.
Ao atravessar o sul da Península de Iucatã, o sistema quase degenerou em uma baixa remanescente durante a tarde de 18 de julho; entretanto, à medida que se aproximava da água, convecção suficiente se desenvolveu novamente para manter o sistema como uma depressão tropical. A circulação se contraiu por terra e emergiu naquele dia nas águas mornas da baía do Campeche. O sistema tornou-se cada vez mais organizado à medida que se voltava para o oeste em resposta a uma crista de nível médio sobre o Golfo do México a noroeste. Uma missão de reconhecimento do Hurricane Hunter na depressão durante a tarde de 19 de julho revelou ventos fortes, o que levou o NHC a atualizar e nomear o sistema como Tempestade Tropical Barry. Com base em um voo de reconhecimento e estimativas de Dvorak, estimou -se que Barry atingiu o pico de ventos de 75 km/h (47 mph) no final de 19 de junho.  Às 1115 UTC em 20 de junho, Barry atingiu a costa em Laguna La Mancha, ao norte de Veracruz, México. Horas depois de se mudar para o interior, Barry enfraqueceu para uma depressão tropical ao interagir com o terreno elevado do México. O centro de circulação tornou-se cada vez mais mal definido, com a maior parte da convecção localizada bem longe do centro. No final de 20 de julho, Barry se dissipou no estado mexicano de Puebla.

## Preparações e impacto

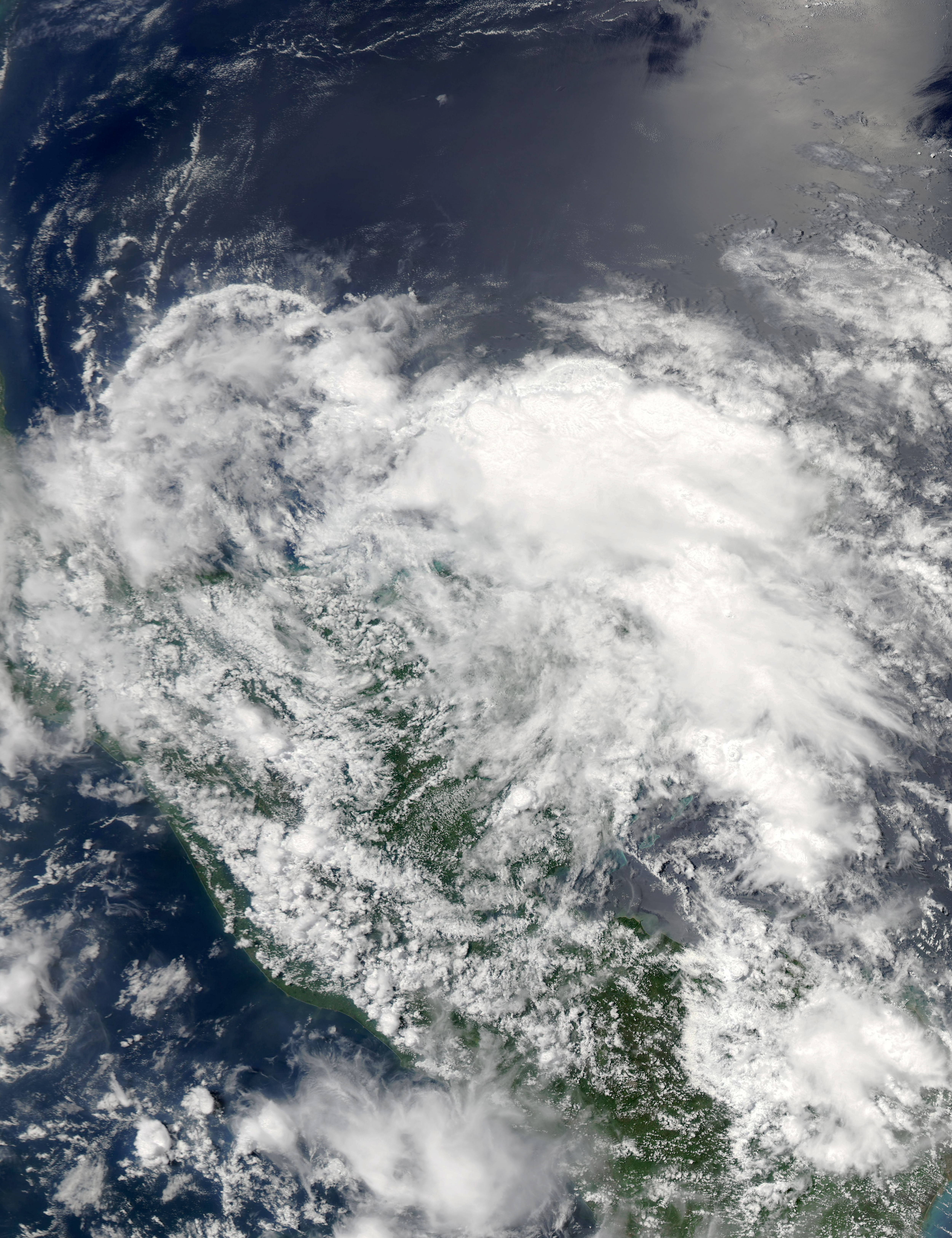
Depressão tropical dois sobre a península de Iucatã em 18 de julho

### América Central e Yucatán
O precursor de Barry produziu chuvas significativas na Nicarágua, causando inundações em 14 distritos da Região Autônoma da Costa do Caribe Norte. Fortes chuvas em Honduras, com pico de 100 mm (4 in) em La Ceiba,  resultou em inundações que danificaram 60 casas e afetou 300 pessoas. Vários deslizamentos de terra ocorreram em Iriona, bloqueando estradas. Um provável tornado atingiu a comunidade de Limón, destruindo 9 casas e danificando 91 Mais. Quatro pessoas ficaram feridas quando sua casa foi levantada e caiu de volta. No sul de Belize, cerca de 250 mm (10 in) de chuva caiu em 24 horas, fazendo com que vários rios chegassem ao topo de suas margens. Em algumas áreas, bueiros foram arrastados. Pelo menos 54 pessoas que viviam ao longo de Hope Creek foram transferidas para abrigos. Em El Salvador, seis menores foram arrastados por um riacho inundado; cinco foram resgatados rapidamente, mas um continua desaparecido e é considerado morto. Duas pessoas ficaram feridas após serem atingidas por um raio. No estado mexicano de Yucatán, o vento sopra para 48 mph (77 km/h) e fortes chuvas derrubaram árvores e linhas de energia. Mais de 26.000 moradores perderam temporariamente a energia hidrelétrica depois que um raio atingiu uma usina de energia e causou um incêndio.
Conforme a Depressão Tropical Dois emergia na Baía de Campeche em 18 de julho, o Governo do México emitiu um alerta de tempestade tropical para as áreas costeiras entre Punta El Lagarto e Barra Da Nautla. O alerta foi atualizado para um aviso de tempestade tropical no início de 19 de julho. Após a intensificação da tempestade naquele dia, o aviso foi expandido para o norte, até Tuxpan. Funcionários enviados 34.250 trabalhadores para montar campos de refugiados em todo o estado. Em Veracruz, aproximadamente 2.000 as pessoas buscaram refúgio em abrigos.
Chuvas fortes em Veracruz, com pico de 370 mm (14.6 in) em Misantla, trouxe mais de uma dúzia de rios a níveis críticos e provocou enchentes que mataram duas pessoas. Como medida de precaução, as autoridades pediram 4.000 residentes ao longo do rio La Antigua para evacuar. Vários deslizamentos de terra ocorreram nos estados de Guerrero e Puebla. Duas pessoas foram arrastadas por um rio em Oaxaca.